# Widecombe in the Moor
Widecombe in the Moor è un villaggio con status di parrocchia civile della contea inglese del Devon (Inghilterra sud-occidentale), facente parte del distretto di Teignbridge (Devon meridionale) e situato nel tratto centro-orientale del parco nazionale del Dartmoor.

## Geografia fisica

### Collocazione
Widecombe in the Moor si trova ad est rispetto al corso del fiume Dart, tra le località di Postbridge e Haytor Vale (rispettivamente a sud-est della prima e ad ovest della seconda),  a circa 50 km a nord di Plymouth.

## Luoghi ed edifici d'interesse
I principali luoghi d'interesse di Widecombe-in-the-Moor sono la St Pancras Church, definita la "Cattedrale della brughiera", e la vicina Church House, costruita intorno al 1540 e tutelata dal National Trust.

## Il villaggio nella cultura di massa
- Il villaggio è citato in un canto popolare intitolato Widdicombe Fair, che fa riferimento ad una fiera che si tiene ogni anno, il secondo martedì di settembre[2]